# Ossætra

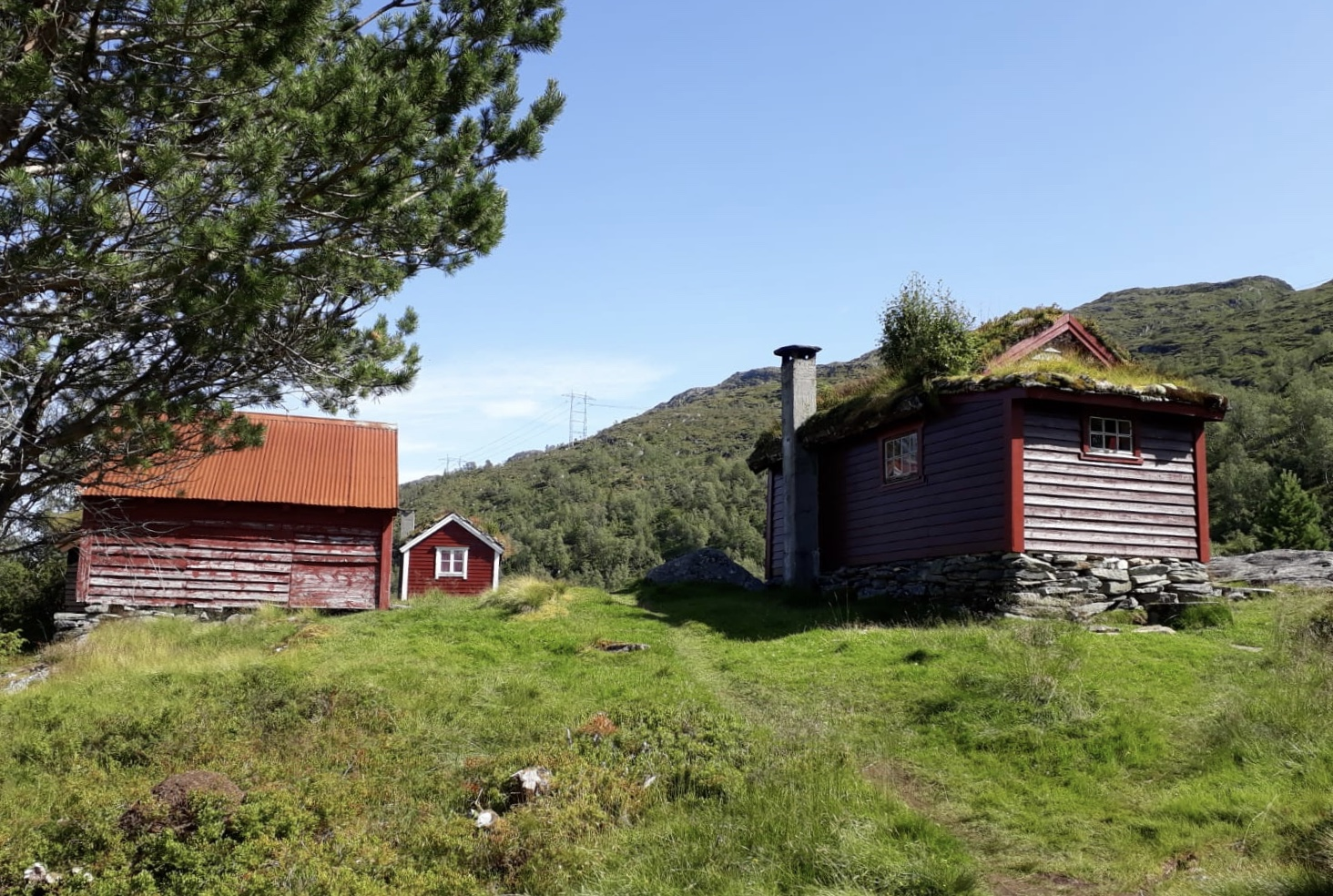
Ossætra, 2019

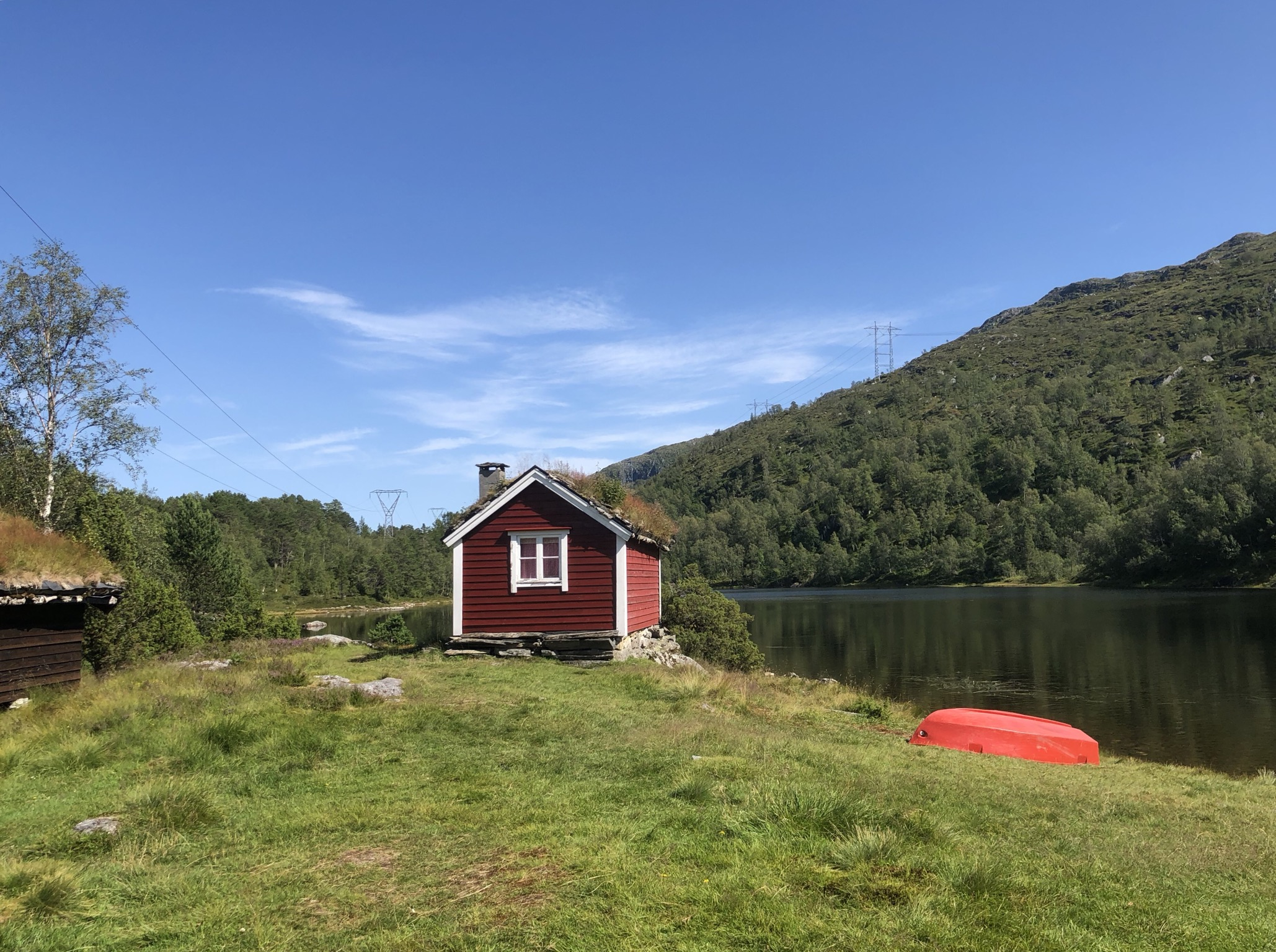
Blick auf den Osvatnet

Ossætra ist eine Gruppe von Berghütten in der norwegischen Kommune Stad in der Provinz Vestland.
Die sieben Holzhütten befinden sich am nordwestlichen Ufer des Bergsees Osvatnet in einer Höhe von etwa 422 Metern südwestlich oberhalb von Nordfjordeid. Unmittelbar nördlich von Ossætra fließt der Bach Kvernhuselva. Zu den Hütten führt vom Ufer des Eidsfjords ein steiler Bergpfad hinauf. Ein weiterer Wanderweg führt auf der Nordseite Ossætras vorbei. Die Hütten dienten ursprünglich als Unterkünfte für die Zeit der Sommerweide.